# Mamãe Passou Açúcar em Mim
Mamãe Passou Açúcar em Mim é uma canção composta pelo compositor brasileiro Carlos Imperial e lançada pelo cantor brasileiro Wilson Simonal no seu segundo single daquele ano, em maio de 1966. Esta música, juntamente com "Carango" e "Meu Limão, meu Limoeiro", fez de 1966 o ano da virada em direção ao sucesso na carreira do cantor carioca. A partir do lançamento deste single Simonal entraria numa espiral de sucesso, alavancada pela estréia do programa do cantor na TV Record, Show em Si... Monal, e pela formação da banda que acompanharia Simonal pelos próximos cinco anos, o Som Três.
A música foi regravada pelo ator e cantor Tiago Abravanel para ser o tema de abertura da série de televisão da Rede Globo, Louco por Elas.

## Antecedentes e Gravação
Simonal havia começado na música sob a tutela de Carlos Imperial, que promovia diversos artistas e conjuntos musicais, no início dos anos 60, tendo, inclusive, morado na casa de um desses artistas jovens que Imperial promovia chamado Eduardo Araújo. Simonal acabou ficando amigo de Araújo e, como Imperial e ele eram muito próximos, o cantor carioca foi chamado para dar sugestões quando o mineiro estava gravando o que viria a ser o seu grande sucesso, a canção "O Bom". Simonal sugeriu que fosse gravado um pot-pourri de músicas tradicionais no lado B, mas utilizando-se de metais latinizados - no estilo de Herb Alpert - juntamente com guitarras de iê-iê-iê, contrastando com apenas as guitarras do The Fevers, que acompanharam Araújo no lado A.
O cantor carioca gostou tanto do resultado que resolveu chamar a banda de rock para acompanhá-lo em uma sessão de gravação. A música escolhida foi uma composição de Carlos Imperial em parceria não creditada com Eduardo Araújo e os arranjos ficaram por conta do maestro Edmundo Peruzzi. Edmundo era um maestro com quem Imperial havia se associado em meados da década de 60 para criar arranjos e reger uma orquestra de 13 músicos chamada de Banda Jovem, dando mais corpo ao som das bandas de iê-iê-iê da época. Ele havia criado o arranjo do single "O Bom" de Araújo e, por isso, foi trazido também para as sessões de gravação.
Nas mesmas sessões, Simonal e Chico Feitosa aproveitaram para compor um pequeno número que foi utilizado no Lado B do single, "Tá por Fora".

## Formato e Faixas
| Disco de Vinil de 33 e 1/3 RPM |                              |                                |         |  |
| N.º                            | Título                       | Compositor(es)                 | Duração |  |
| 1.                             | "Mamãe Passou Açúcar em Mim" | Carlos Imperial                | 1:35    |  |
| 2.                             | "Tá por Fora"                | Wilson Simonal - Chico Feitosa | 1:58    |  |

## Impacto
O single teve uma boa execução nas rádios e recepção pelo público, marcando uma mudança no som de Simonal que, até então, cantava músicas mais próximas à Bossa Nova e à então nascente MPB, sendo o primeiro single de Simonal a aparecer entre os mais vendidos segundo o IBOPE, entrando em quarto lugar na parada, logo acima de Day Tripper dos Beatles. No final do ano, a música foi incluída na trilha sonora do primeiro filme dos Trapalhões, na época ainda formado apenas por Dedé e Didi, Na Onda do Iê-iê-iê, contando o filme, inclusive, com uma pequena performance de Simonal cantando a música.
Este acabaria sendo o último lançamento de Simonal antes da formação daquela banda que o acompanharia pelos próximos cinco anos, o Som Três. O trio foi formado para acompanhar Simonal no seu programa televisivo na TV Record, o Show em Si... Monal, e era composto por César Camargo Mariano no piano, que passaria a ser o arranjador de todos os discos e músicas de Simonal, Sabá no baixo e Toninho na bateria. Assim, marca também o início da trajetória de sucesso do cantor, já que a proposta do grupo seria de, utilizando-se dos sons existentes na época (Bossa Nova, MPB, Canção de protesto, iê-iê-iê e o soul americano) fundi-los em um som novo e único que fosse mais comunicativo (como o iê-iê-iê), dançante (como o soul americano) e, ainda assim, mantivesse qualidade sonora (como a bossa nova) sem dispensar eventuais mensagens políticas (como a canção de protesto), o que seria chamado de pilantragem.